# Équivalence de catégories
En mathématiques, plus précisément en théorie des catégories, une équivalence de catégories est une relation qui établit que deux catégories sont "essentiellement les mêmes". C'est un foncteur entre les deux catégories, qui prend compte formellement du fait que ces catégories relèvent d'une même structure : on dit alors que les catégories sont équivalentes. À la différence de la notion d'isomorphisme de catégories, la notion d'équivalence est moins rigide, plus pratique et plus courante. 
La notion d'équivalence de catégories rend compte, de manière unifiée, de nombreuses dualités observées dans plusieurs pans de l'algèbre et de l'analyse.

## Définition
Soient C et D des catégories. Une équivalence de catégorie est la donnée de deux foncteurs
{\displaystyle F:C\to D}
{\displaystyle G:D\to C}
tels que l'on ait les isomorphismes naturels
{\displaystyle F\circ G\cong {\mathsf {id}}_{D}}
{\displaystyle G\circ F\cong {\mathsf {id}}_{C}}
C'est-à-dire que les foncteurs sont isomorphes dans la catégorie de foncteurs correspondante.
En réalité, on peut savoir qu'un foncteur F fait partie d'une équivalence de catégories lorsque les deux conditions suivantes sont vérifiées :
- F est un foncteur plein et fidèle ;
- F est un foncteur essentiellement surjectif.

C'est le plus souvent la méthode employée pour révéler une équivalence de catégorie, sans toutefois avoir à (ou pouvoir) exhiber le pseudo-inverse G ou les transformations naturelles correspondantes. Elle nécessite cependant l'axiome du choix. En l'absence de cet axiome, un foncteur vérifiant les deux conditions ci-dessus est appelé une « équivalence faible de catégories ». 
De manière similaire, deux catégories sont équivalentes si et seulement si leurs squelettes sont isomorphes.
On appelle aussi « antiéquivalence de catégories » deux foncteurs contravariants {\displaystyle F:C\to D} et {\displaystyle G:D\to C} qui forment une équivalence entre {\displaystyle C} et {\displaystyle D^{\rm {op}}}, la catégorie opposée à {\displaystyle D}.

## Propriétés
Une équivalence de catégorie indique que de nombreuses propriétés se conservent d'une catégorie à l'autre au travers du foncteur d'équivalence. En particulier, mais pas exclusivement : les objets initiaux et finals, les mono-, épi- et isomorphismes, les limites et colimites, égalisateurs, produits…
En particulier, un foncteur qui réalise une équivalence de catégories est exact.

## Exemples
- Par définition, toute catégorie est équivalente à son squelette.
- Le foncteur qui à un espace vectoriel associe son dual, et à une application linéaire sa transposée, réalise une équivalence entre la catégorie des espaces vectoriels de dimension finie et sa catégorie opposée.
- Soit {\displaystyle K} un corps commutatif, et {\displaystyle {\mathcal {M}}_{K}} la catégorie dont les objets sont les entiers naturels, et dont les morphismes de {\displaystyle n} dans {\displaystyle m} sont les matrices de taille {\displaystyle (m,n)} à coefficients dans {\displaystyle K}, munis de la loi de composition donnée par la multiplication. Alors le foncteur qui à tout entier {\displaystyle n} associe {\displaystyle K^{n}} et à toute matrice l'application linéaire qu'elle représente est une équivalence (faible) entre {\displaystyle {\mathcal {M}}_{K}} et la catégorie des espaces vectoriels de dimension finie.
- La catégorie duale des schémas affines est équivalente à la catégorie des anneaux commutatifs au travers du foncteur Spec. C'est un cas particulier de la dualité d'Isbell.
- La catégorie des C*-algèbres commutatives unifères est équivalente à la catégorie des espaces compacts. C'est un cas particulier de la représentation de Gelfand (en).
- La catégorie des groupes abéliens est équivalente à la catégorie duale de celle des groupes topologiques abéliens. C'est un cas particulier de la dualité de Pontryagin.
- Le théorème de représentation de Stone pour les algèbres de Boole établit une équivalence entre la catégorie des algèbres de Boole et celle des espaces booléens (espaces compacts totalement discontinus, dits aussi espaces de Stone). C'est un cas particulier de la dualité de Stone (en).
- La catégorie des corps est équivalente à la catégorie des plans affines arguésiens, grâce au foncteur qui à un corps {\displaystyle K} associe le plan {\displaystyle K^{2}}. Ce foncteur réalise également une équivalence entre les sous-catégorie des corps commutatifs et des plans affines de Pappus[3].
- La catégorie des relations binaires sur la catégorie des ensembles est équivalente à la catégorie de Kleisli de la monade définie par le foncteur power-set.